# Charles Sedgwick Minot

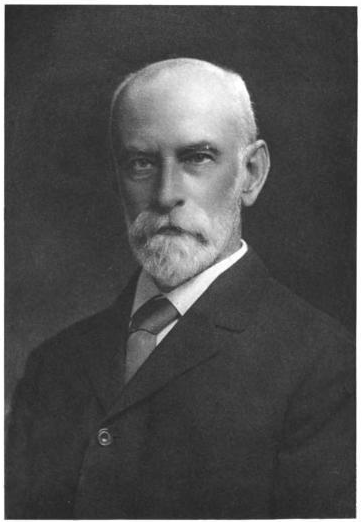

Charles Sedgwick Minot (* 23. Dezember 1852 in Roxbury, Massachusetts; † 19. November 1914 in Milton) war ein US-amerikanischer Histologe, Embryologe und Botaniker an der Harvard Medical School. Er galt als einer der führenden amerikanischen Anatomen seiner Zeit.

## Leben
Minot entstammt einer angesehenen Neuengland-Familie. Der Ornithologe Henry Davis Minot (1859–1890) war sein jüngerer Bruder. Schon als junger Mann veröffentlichte Charles Minot Arbeiten zu Schmetterlingen.
Minot studierte am Massachusetts Institute of Technology (MIT), wo er 1872 seinen Abschluss machte. Zu seinen Lehrern gehörten der Astronom Edward Charles Pickering, der Naturforscher Louis Agassiz und der Physiologe Henry Pickering Bowditch. Minot verbrachte einige Jahre in Deutschland, wo er Schüler von Carl Ludwig und Rudolf Leuckart war (beide Universität Leipzig). Anschließend ging er 1875 nach Paris, um bei Louis-Antoine Ranvier zu arbeiten.
Zurück in den Vereinigten Staaten promovierte er 1878 an der Harvard University. Er erhielt zunächst von 1880 bis 1882 eine Anstellung als Instructor für oral pathology and surgery an der Harvard Medical School, ab 1883 für Histologie und Embryologie. 1887 wurde er Assistant Professor, 1892 erhielt er eine ordentliche Professur. Von 1912 bis 1914 war er Leiter der dortigen Anatomie. Von 1912 und 1913 war er als Austauschprofessor in Berlin und Jena, wo er neben eigenen Arbeiten die anderer US-amerikanischer Anatomen vorstellte.
Vorübergehend befasste sich Minot mit Psychologie, unter anderem mit Fragen der Telepathie und des Aberglaubens.
Charles Minot war seit 1889 mit Lucy Fosdick verheiratet, das Paar blieb kinderlos. Ihre Freizeit verbrachten sie in ihrem Sommergarten in Readville, wo sie unter anderem Pfingstrosen züchteten.

## Schriften (Auswahl)
- Transfusion and auto-transfusion, 1876
- Human Embryology, 1892
  - Deutsche Übersetzung 1894
- A laboratory text book of embryology, 1903
- Age, growth and death, 1908
- Die Methode der Wissenschaft, 1913
- Modern Problems of Biology, 1913

## Auszeichnungen (Auswahl)
- 1882 Mitglied der American Academy of Arts and Sciences[2]
- 1896 Mitglied der American Philosophical Society[3]
- 1897 Mitglied der National Academy of Sciences[4]
- 1901 Präsident der American Association for the Advancement of Science[5]
- Ehrendoktorate: 1899 Yale University, 1902 University of Oxford, 1904 University of Toronto, 1911 University of St Andrews